# Young-Luv.com
Young-Luv.com — второй мини-альбом южнокорейской гёрл-группы StayC. Альбом был выпущен компанией High Up Entertainment 21 февраля 2022 года с «Run2U» в качестве ведущего сингла. Расположился на 21 месте в списке лучших кей-поп-альбомов журнала Billboard.

## Предпосылки и релиз
28 января 2022 года High Up Entertainment объявили, что STAYC выпустят новый альбом в феврале 2022 года. 8 февраля было объявлено, что STAYC выпустят свой второй мини-альбом Young-Luv.com 21 февраля. 16 февраля вышел тизер музыкального клипа на ведущий сингл «Run2U». Днем позже был выпущен видео-тизер с нарезками песен вместе с трек-листом. Альбом был выпущен 21 февраля.

## Промоушен
Перед выходом альбома, 21 февраля 2022 года, STAYC провели прямую трансляцию на YouTube, чтобы представить альбома и пообщаться со своими поклонниками.

## Коммерческий успех
Young-Luv.com дебютировал на первом месте в южнокорейском чарте альбомов Gaon дебютировал на втором месте с 212 211 проданными копиями. В Японии альбом дебютировал на 44-м месте в чарте альбомов Oricon.

## Список треков
| №                   | Название            | Текст песни         | Музыка              | Аранжировка         | Длительность |
| ------------------- | ------------------- | ------------------- | ------------------- | ------------------- | ------------ |
| 1.                  | «Run2U»             | B.E.P Чон Гун       | B.E.P Чон Гун FLYT  | Rado FLYT           | 3:33         |
| 2.                  | «Same Same»         | B.E.P Чон Гун       | B.E.P Чон Гун       | Rado                | 3:01         |
| 3.                  | «247»               | BXN                 | BXN                 | BXN                 | 3:10         |
| 4.                  | «Young Luv»         | B.E.P Чон Гун       | B.E.P Чон Гун FLYT  | FLYT                | 3:26         |
| 5.                  | «Butterfly»         | BXN                 | BXN Prime Time      | BXN                 | 3:27         |
| 6.                  | «I Want U Baby»     | will.b van.gogh     | will.b              | will.b              | 2:53         |
| Общая длительность: | Общая длительность: | Общая длительность: | Общая длительность: | Общая длительность: | 19:30        |

## Чарты

### Еженедельный чарт
| Чарт (2022)              | Высшая позиция |
| ------------------------ | -------------- |
| Япония (Oricon)          | 44             |
| Япония (Billboard Japan) | 23             |
| Республика Корея (Gaon)  | 1              |

### Ежемесячный чарт
| Чарт (2022)             | Высшая позиция |
| ----------------------- | -------------- |
| Республика Корея (Gaon) | 2              |

## История релиза
| Регион           | Дата                 | Формат                        | Лейбл                                     |
| ---------------- | -------------------- | ----------------------------- | ----------------------------------------- |
| Республика Корея | 21 февраля 2022 года | Компакт-диск                  | High Up Entertainment Kakao Entertainment |
| Мир              | 21 февраля 2022 года | цифровая дистрибуция стриминг | High Up Entertainment Kakao Entertainment |